# Biéville-Beuville
Pour les articles homonymes, voir Biéville (homonymie) et Beuville.
Biéville-Beuville est une commune française, située dans le département du Calvados en région Normandie, peuplée de 3 855 habitants. Elle résulte de la fusion, en 1972, des communes de Beuville et Biéville-sur-Orne.

## Géographie
La commune est au nord de la plaine de Caen aux confins orientaux du Bessin. Le bourg de Beuville — moins d'un kilomètre au nord de celui de Biéville — est à 7 km au nord de Caen, à 8 km au sud-ouest d'Ouistreham (rivage de la Manche) et à 8,5 km au sud de Douvres-la-Délivrande. Couvrant 1 115 hectares, le territoire est le plus étendu du canton d'Ouistreham.
| Mathieu                 | Périers-sur-le-Dan     | Colleville-Montgomery, Bénouville |
| Mathieu                 | Biéville-Beuville      | Blainville-sur-Orne               |
| Cambes-en-Plaine, Épron | Hérouville-Saint-Clair | Blainville-sur-Orne               |

### Hydrographie
La commune est située dans le bassin Seine-Normandie. Elle est drainée par le Dan,.
Le Dan, d'une longueur de 20 km, prend sa source dans la commune d'Anisy et se jette  dans le canal de Caen à la mer à Blainville-sur-Orne, après avoir traversé huit communes. 

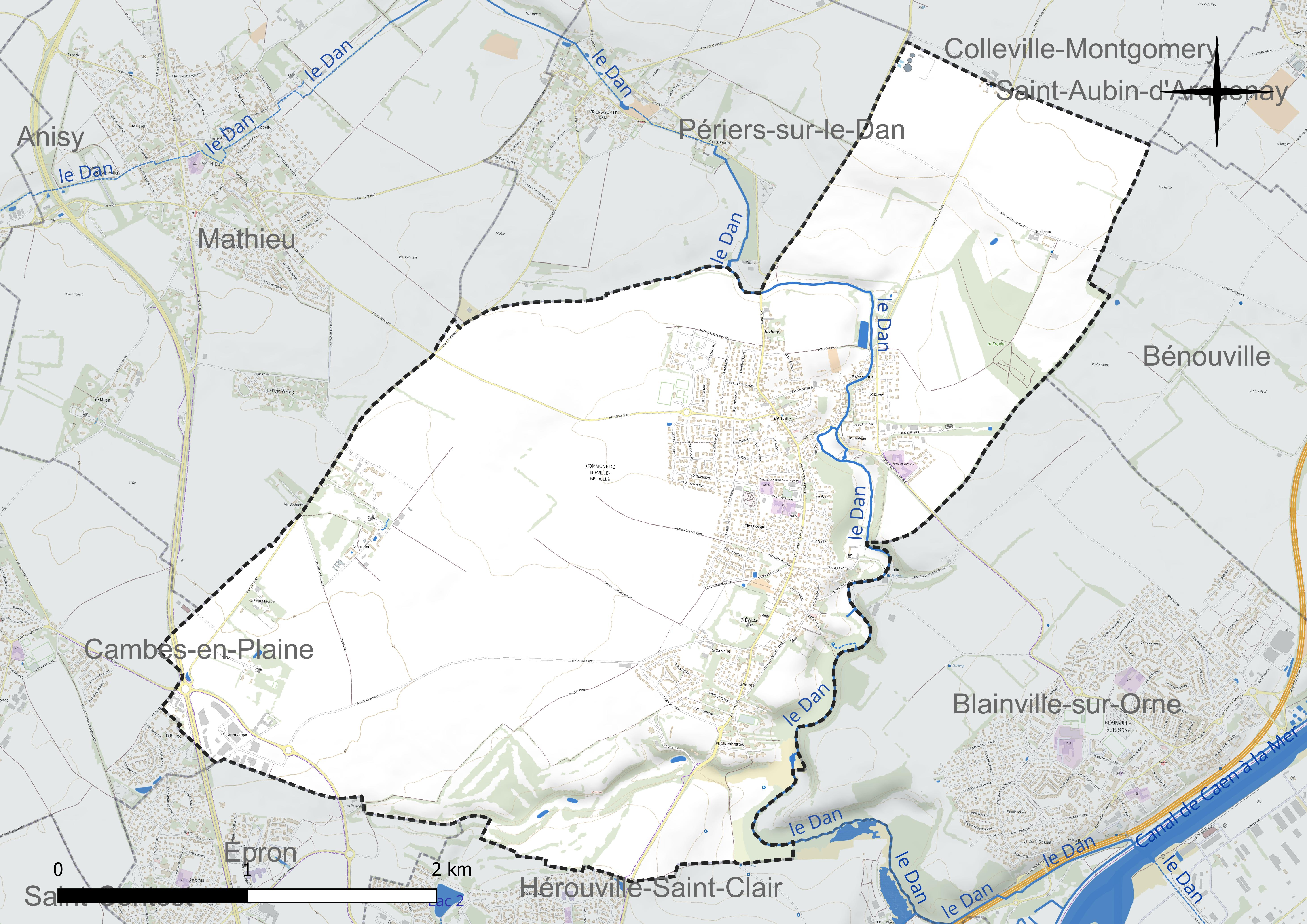
Réseau hydrographique de Biéville-Beuville.

### Climat
Pour des articles plus généraux, voir Climat de la Normandie et Climat du Calvados.
En 2010, le climat de la commune est de type climat océanique altéré, selon une étude du CNRS s'appuyant sur une série de données couvrant la période 1971-2000. En 2020, Météo-France publie une typologie des climats de la France métropolitaine dans laquelle la commune est exposée à un climat océanique et est dans la région climatique  Normandie (Cotentin, Orne), caractérisée par une pluviométrie relativement élevée (850 mm/a) et un été frais (15,5 °C) et venté. Parallèlement le GIEC normand, un groupe régional d'experts sur le climat, différencie quant à lui, dans une étude de 2020, trois grands types de climats pour la région Normandie, nuancés à une échelle plus fine par les facteurs géographiques locaux. La commune est, selon ce zonage, exposée à un « climat des plateaux abrités », correspondant à la plaine agricole de Caen à Falaise, sous le vent des collines de Normandie et proche de la mer, se caractérisant par une pluviométrie et des contraintes thermiques modérées.
Pour la période 1971-2000, la température annuelle moyenne est de 10,9 °C, avec  une amplitude thermique annuelle de 11,9 °C. Le cumul annuel moyen de précipitations est de 696 mm, avec 11,5 jours de précipitations en janvier et 7,2 jours en juillet. Pour la période 1991-2020, la température moyenne annuelle observée sur la station météorologique la plus proche, située sur la commune de Sallenelles à 8 km à vol d'oiseau, est de 11,8 °C et le cumul annuel moyen de précipitations est de 735,8 mm,. Pour l'avenir, les paramètres climatiques de la commune estimés pour 2050 selon différents scénarios d'émission de gaz à effet de serre sont consultables sur un site dédié publié par Météo-France en novembre 2022.

## Urbanisme

### Typologie
Au 1er janvier 2024, Biéville-Beuville est catégorisée ceinture urbaine, selon la nouvelle grille communale de densité à 7 niveaux définie par l'Insee en 2022.
Elle appartient à l'unité urbaine de Caen, une agglomération intra-départementale dont elle est une commune de la banlieue,. Par ailleurs la commune fait partie de l'aire d'attraction de Caen, dont elle est une commune de la couronne,. Cette aire, qui regroupe 296 communes, est catégorisée dans les aires de 200 000 à moins de 700 000 habitants,.

### Occupation des sols
L'occupation des sols de la commune, telle qu'elle ressort de la base de données européenne d'occupation biophysique des sols Corine Land Cover (CLC), est marquée par l'importance des territoires agricoles (75,3 % en 2018), en diminution par rapport à 1990 (81,2 %). La répartition détaillée en 2018 est la suivante : 
terres arables (72,8 %), zones urbanisées (15,1 %), espaces verts artificialisés, non agricoles (5,8 %), forêts (3,8 %), prairies (2,5 %). L'évolution de l'occupation des sols de la commune et de ses infrastructures peut être observée sur les différentes représentations cartographiques du territoire : la carte de Cassini (XVIIIe siècle), la carte d'état-major (1820-1866) et les cartes ou photos aériennes de l'IGN pour la période actuelle (1950 à aujourd'hui).

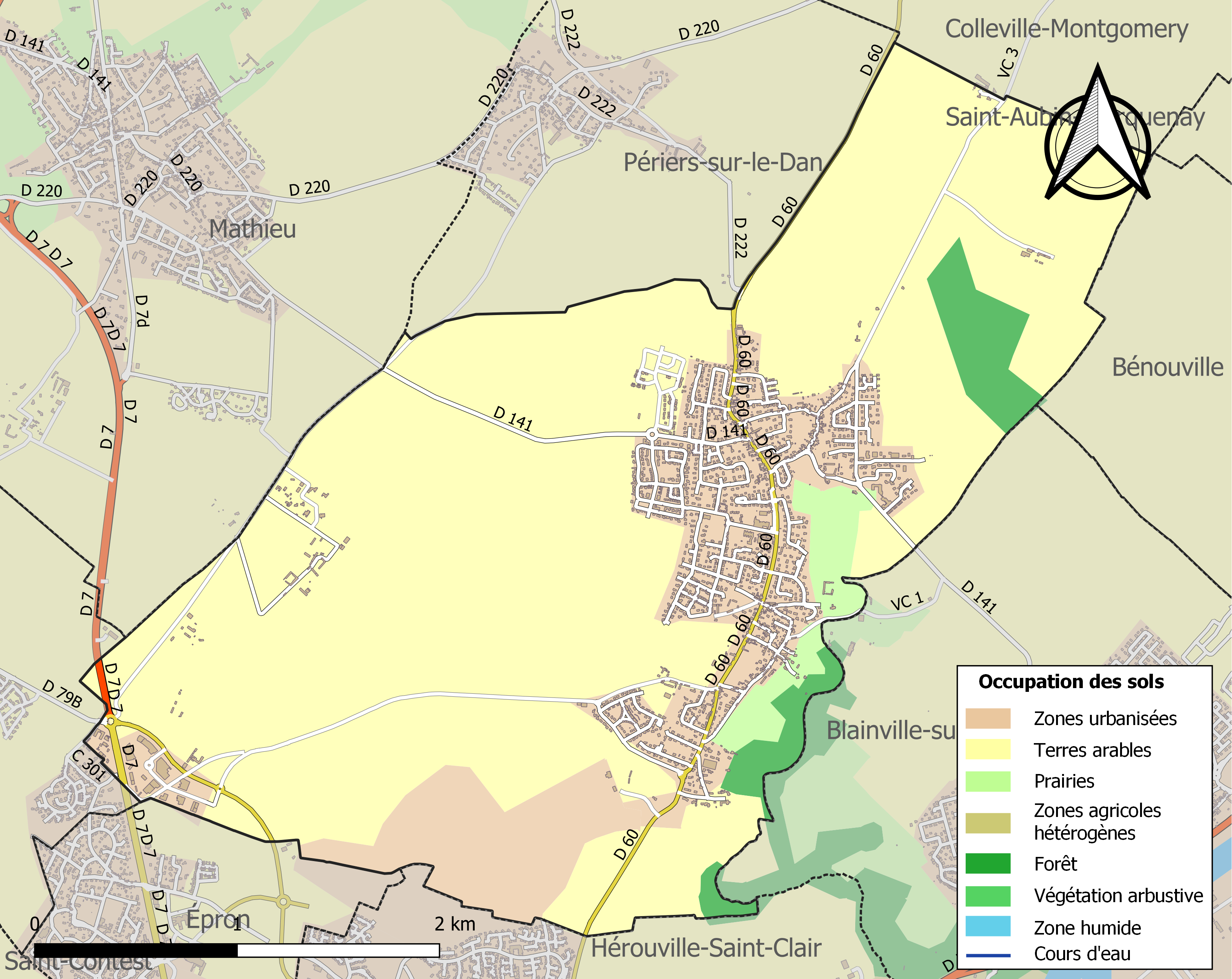
Carte des infrastructures et de l'occupation des sols de la commune en 2018 (CLC).

## Toponymie
Biéville est attesté sous la forme Boiavilla en 1082. Le toponyme Biéville serait issu de l'anthroponyme germanique Boio ou Boia et de l'ancien français ville, dans son sens originel de « domaine rural ».
Beuville est attesté sous la forme Bodvilla en 1134.
Le toponyme a une origine similaire, l'anthroponyme germanique étant ici Bodo,.
Le gentilé est Boevillais.

## Histoire
Les fouilles archéologiques menées depuis le milieu du XIXe siècle ont permis de conclure que le site fut occupé à partir du néolithique.
Dans le cadre du plan Raymond Marcellin visant à réduire le nombre de communes, Biéville-sur-Orne (546 habitants en 1968, au sud) est rattaché à Beuville (571 habitants, au nord) le 1er octobre 1972 ; la commune prend alors son nom actuel. D'abord association, la fusion devient totale le 1er octobre 1982.

## Politique et administration
| Période    | Période   | Identité                   | Étiquette | Qualité |
| ---------- | --------- | -------------------------- | --------- | --- |
| 1972       | mars 1977 | Daniel Bruand (1911-2000)  |           | Agriculteur Officier du Mérite agricole                                                                                   |
| mars 1977  | mars 2005 | Gérard Angot (1930-2012)   | RPR       | Architecte, maire honoraire Suppléant du député François d'Harcourt (1993 → 1997) Chevalier de la Légion d'honneur (2005) |
| avril 2005 | mai 2020  | Dominique Vinot-Battistoni | SE        | Urbaniste Vice-président de Caen la Mer                                                                                   |
| mai 2020   | En cours  | Christian Chauvois         | SE        | Cadre retraité |

Le conseil municipal est composé de vingt-trois membres dont le maire.

## Démographie
L'évolution du nombre d'habitants est connue à travers les recensements de la population effectués dans la commune depuis 1793. Pour les communes de moins de 10 000 habitants, une enquête de recensement portant sur toute la population est réalisée tous les cinq ans, les populations de référence des années intermédiaires étant quant à elles estimées par interpolation ou extrapolation. Pour la commune, le premier recensement exhaustif entrant dans le cadre du nouveau dispositif a été réalisé en 2005.
En 2022, la commune comptait 3 855 habitants, en évolution de +16,22 % par rapport à 2016 (Calvados : +1,58 %, France hors Mayotte : +2,11 %).
| 1793 | 1800 | 1806 | 1821 | 1831 | 1836 | 1841 | 1846 | 1851 |
| ---- | ---- | ---- | ---- | ---- | ---- | ---- | ---- | ---- |
| 400  | 396  | 447  | 449  | 435  | 419  | 440  | 448  | 460  |

| 1856 | 1861 | 1866 | 1872 | 1876 | 1881 | 1886 | 1891 | 1896 |
| ---- | ---- | ---- | ---- | ---- | ---- | ---- | ---- | ---- |
| 476  | 444  | 433  | 425  | 397  | 373  | 358  | 368  | 308  |

| 1901 | 1906 | 1911 | 1921 | 1926 | 1931 | 1936 | 1946 | 1954 |
| ---- | ---- | ---- | ---- | ---- | ---- | ---- | ---- | ---- |
| 318  | 311  | 288  | 318  | 307  | 316  | 307  | 315  | 386  |

| 1962 | 1968 | 1975  | 1982  | 1990  | 1999  | 2005  | 2006  | 2010  |
| ---- | ---- | ----- | ----- | ----- | ----- | ----- | ----- | ----- |
| 387  | 571  | 1 321 | 1 606 | 2 223 | 2 191 | 2 424 | 2 516 | 2 542 |

| 2015  | 2020  | 2022  | - | - | - | - | - | - |
| ----- | ----- | ----- | - | - | - | - | - | - |
| 3 144 | 3 646 | 3 855 | - | - | - | - | - | - |

| 1793 | 1800 | 1806 | 1821 | 1831 | 1836 | 1841 | 1846 |
| ---- | ---- | ---- | ---- | ---- | ---- | ---- | ---- |
| 399  | 415  | 406  | 408  | 422  | 408  | 411  | 435  |

| 1851 | 1856 | 1861 | 1866 | 1872 | 1876 | 1881 | 1886 |
| ---- | ---- | ---- | ---- | ---- | ---- | ---- | ---- |
| 424  | 403  | 431  | 364  | 356  | 382  | 342  | 281  |

| 1891 | 1896 | 1901 | 1906 | 1911 | 1921 | 1926 | 1931 |
| ---- | ---- | ---- | ---- | ---- | ---- | ---- | ---- |
| 289  | 260  | 249  | 251  | 265  | 268  | 272  | 255  |

| 1936 | 1946 | 1954 | 1962 | 1968 | - | - | - |
| ---- | ---- | ---- | ---- | ---- | - | - | - |
| 271  | 324  | 327  | 423  | 546  | - | - | - |

## Lieux et monuments
- Les Pierres Branlantes, mégalithes classés au titre des monuments historiques[34]. Elles doivent leur nom à une légende indiquant que ces mégalithes s'agitent lorsque sonnent l'angélus et les douze coups de minuit.
- Église Notre-Dame de Biéville du XIIe siècle, classée au titre des monuments historiques[35]. Elle abrite un ensemble maître-autel-retable-tabernacle-tableau du XVIIIe classé au titre objet aux monuments historiques.
- Ferme de la Vallée du XVIe siècle, inscrite au titre des monuments historiques[36].
- Château de Biéville du XVIIIe siècle.
- Manoir Balleroy du XVIIIe siècle, inscrit au titres des monuments historiques[37] et son parc, site classé[38].
- Château de la Londe du XVIIIe siècle, inscrit au titre des monuments historiques[39].
- Église Saint-Pierre de Beuville, en partie du XIe siècle.
- Manoir d'Outreval de la fin du XVIe siècle.
- Château du Londel du XVIIe siècle, avec douves et colombier.
- Restes de la maison forte de Rubercy à Biéville, dont il subsiste le porche du XVe siècle[40].

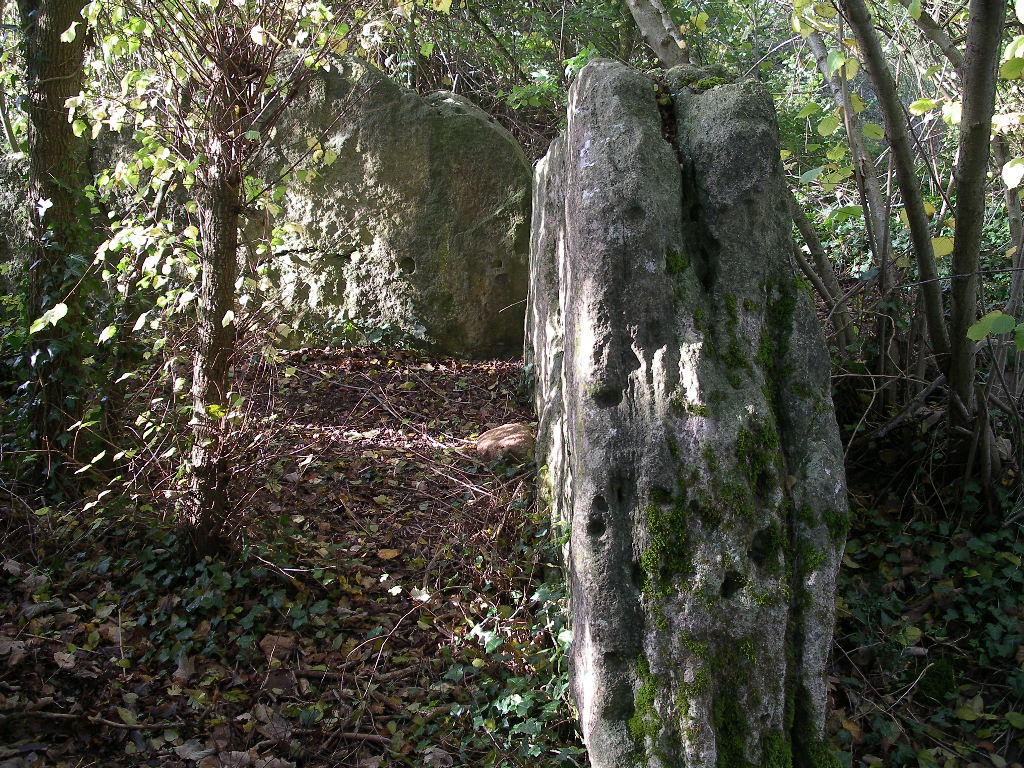
Le mégalithe des Pierres branlantes.
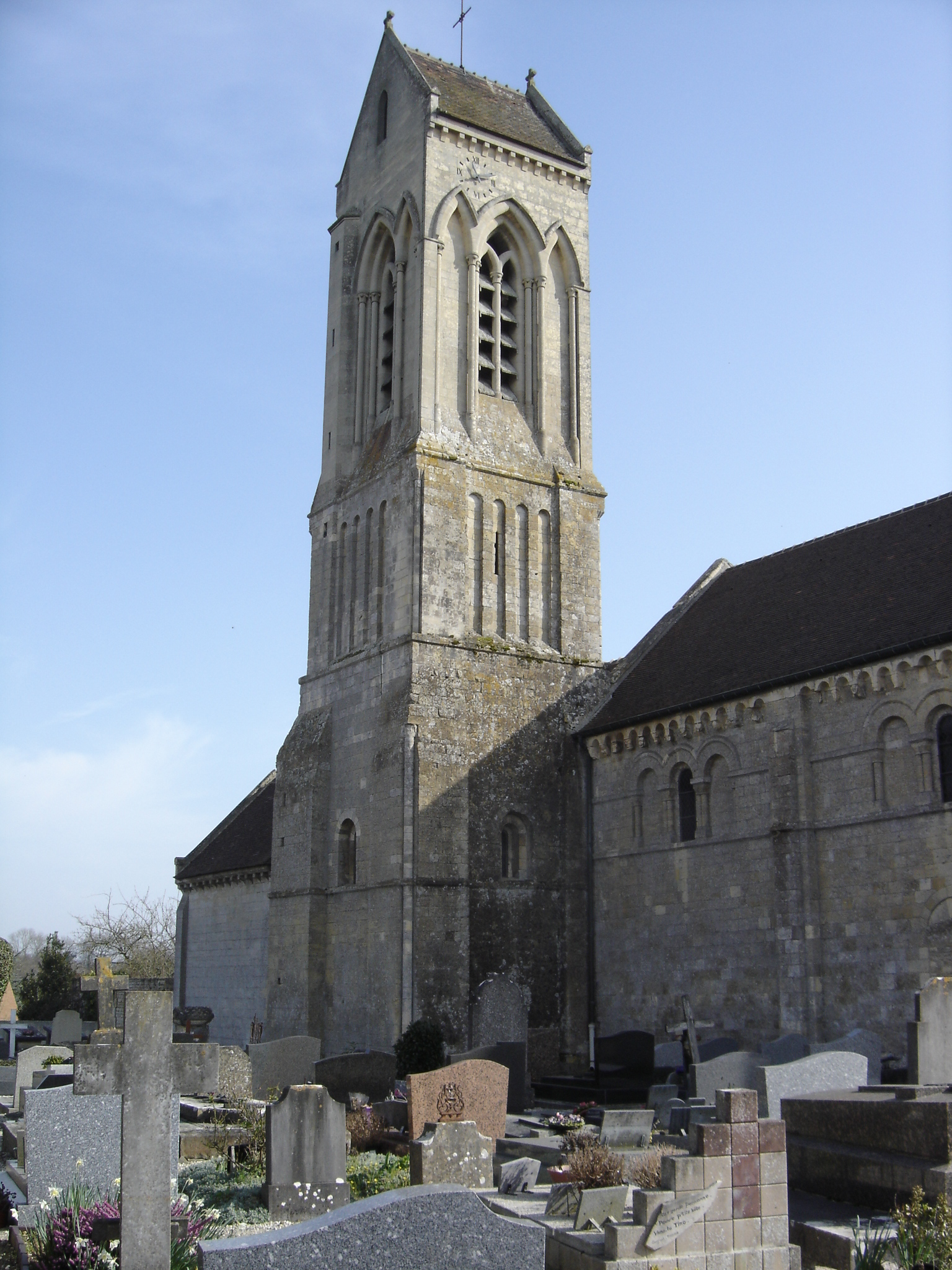
L'église Notre-Dame de Biéville.
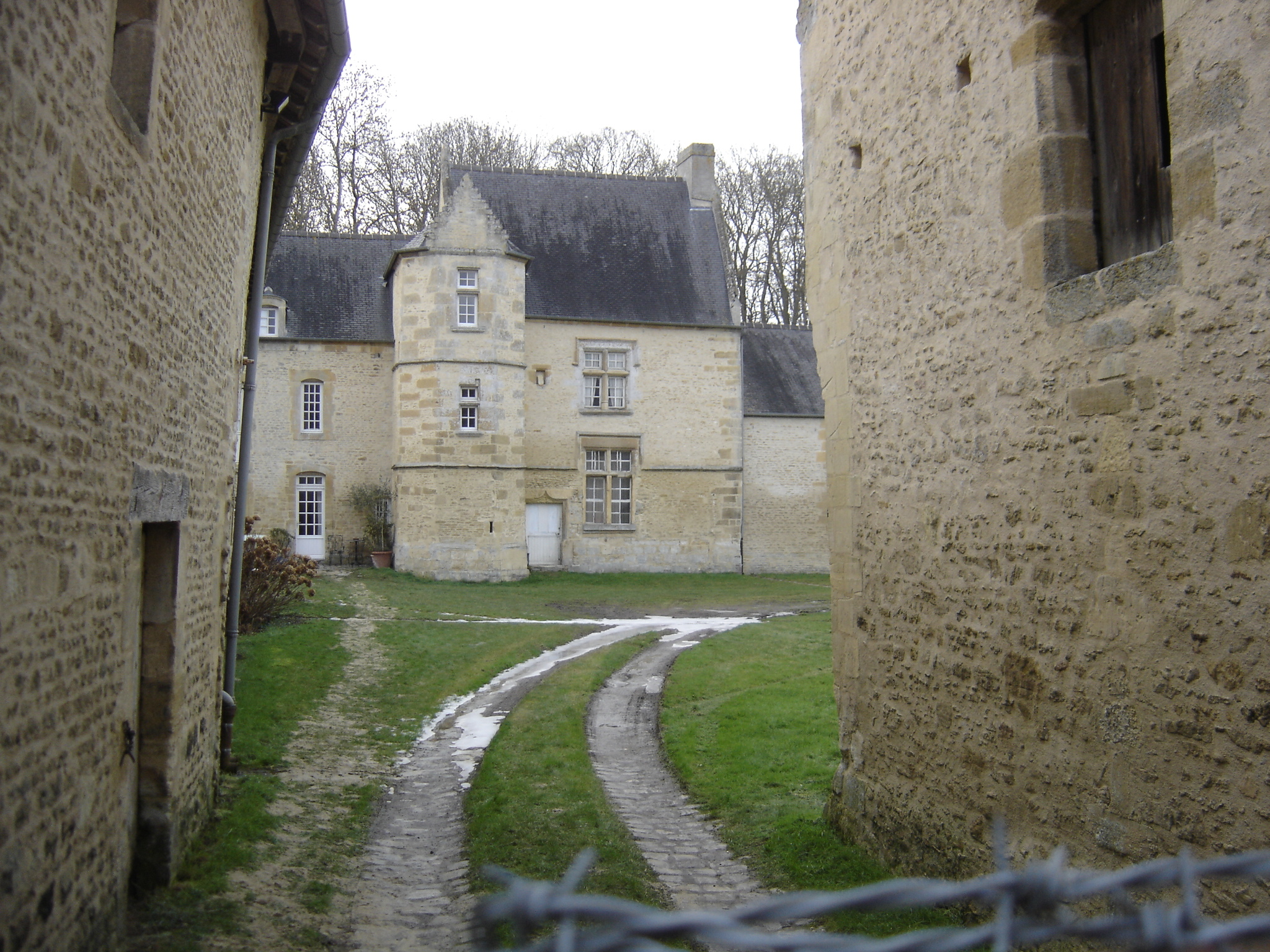
La ferme de la Vallée.
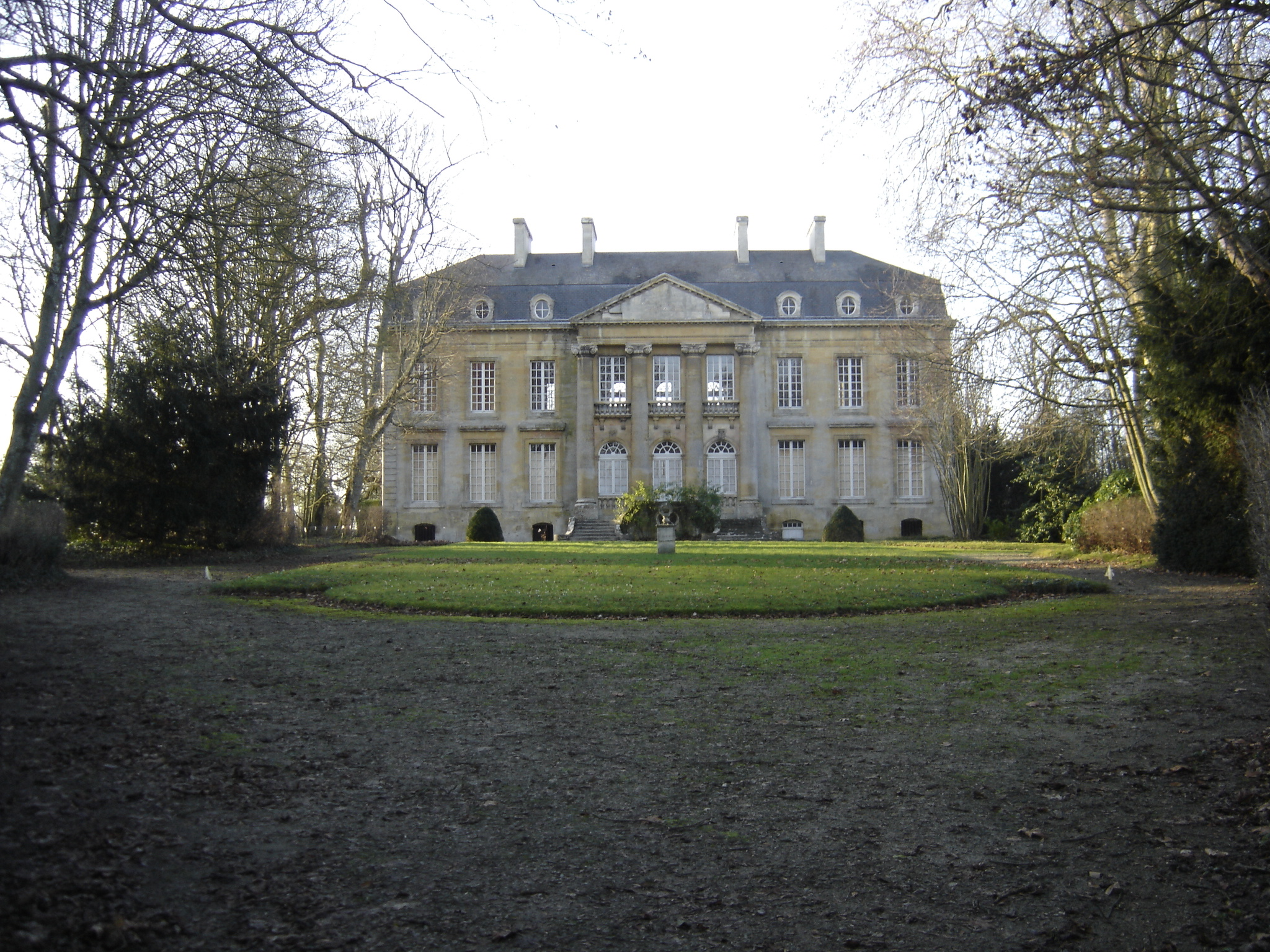
Le château de Biéville.
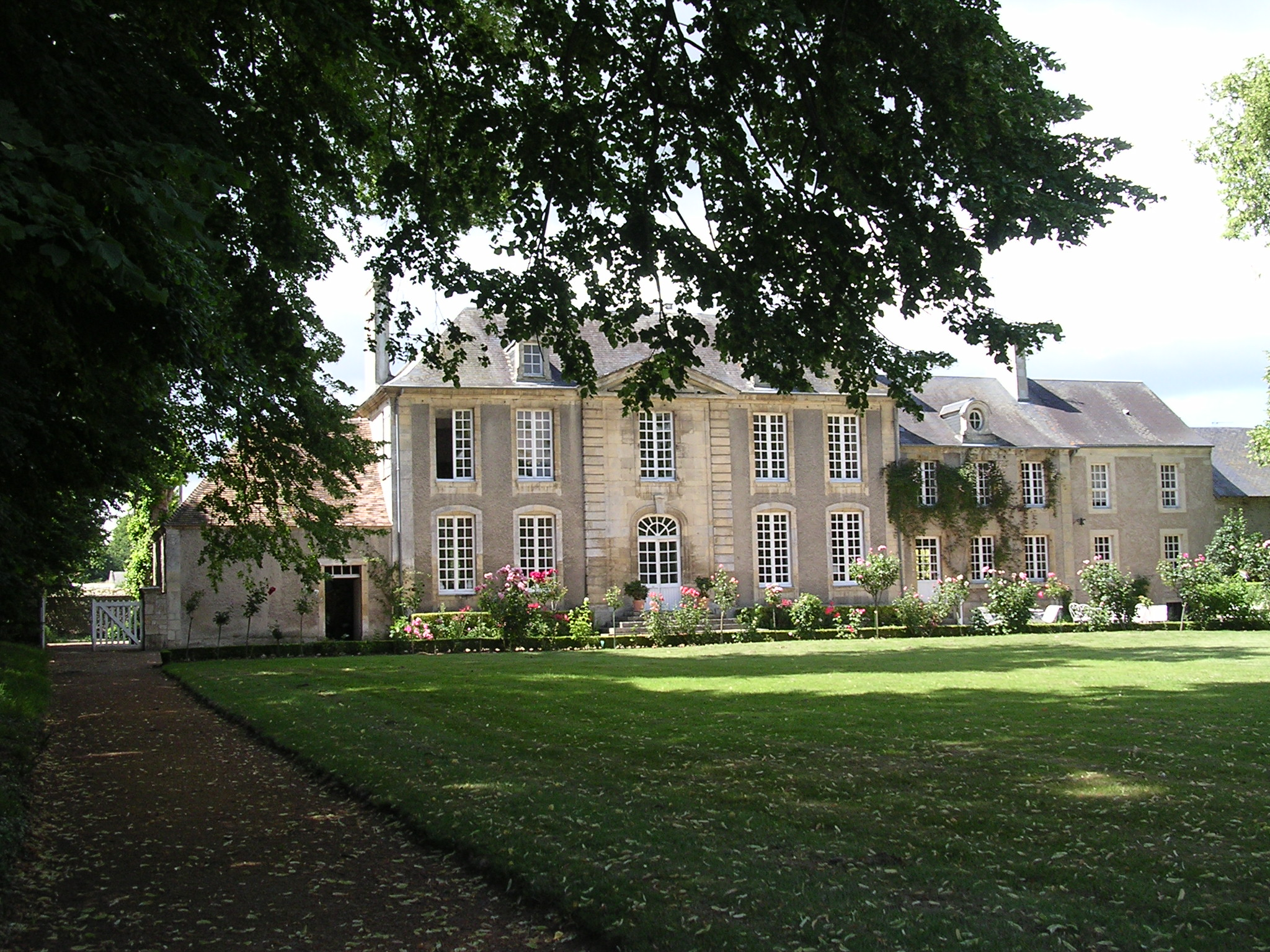
Le manoir Balleroy.
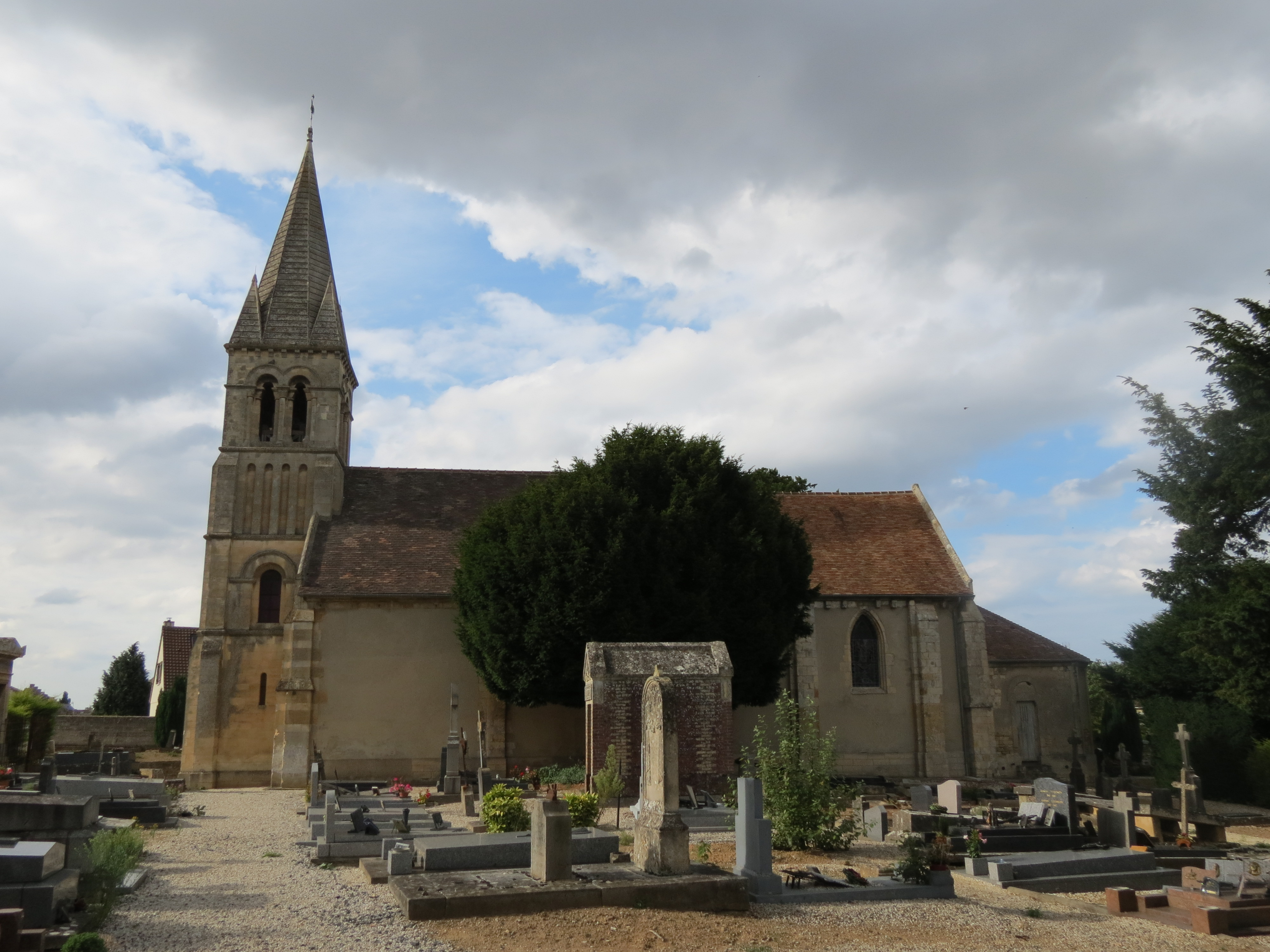
L'église Saint-Pierre de Beuville.
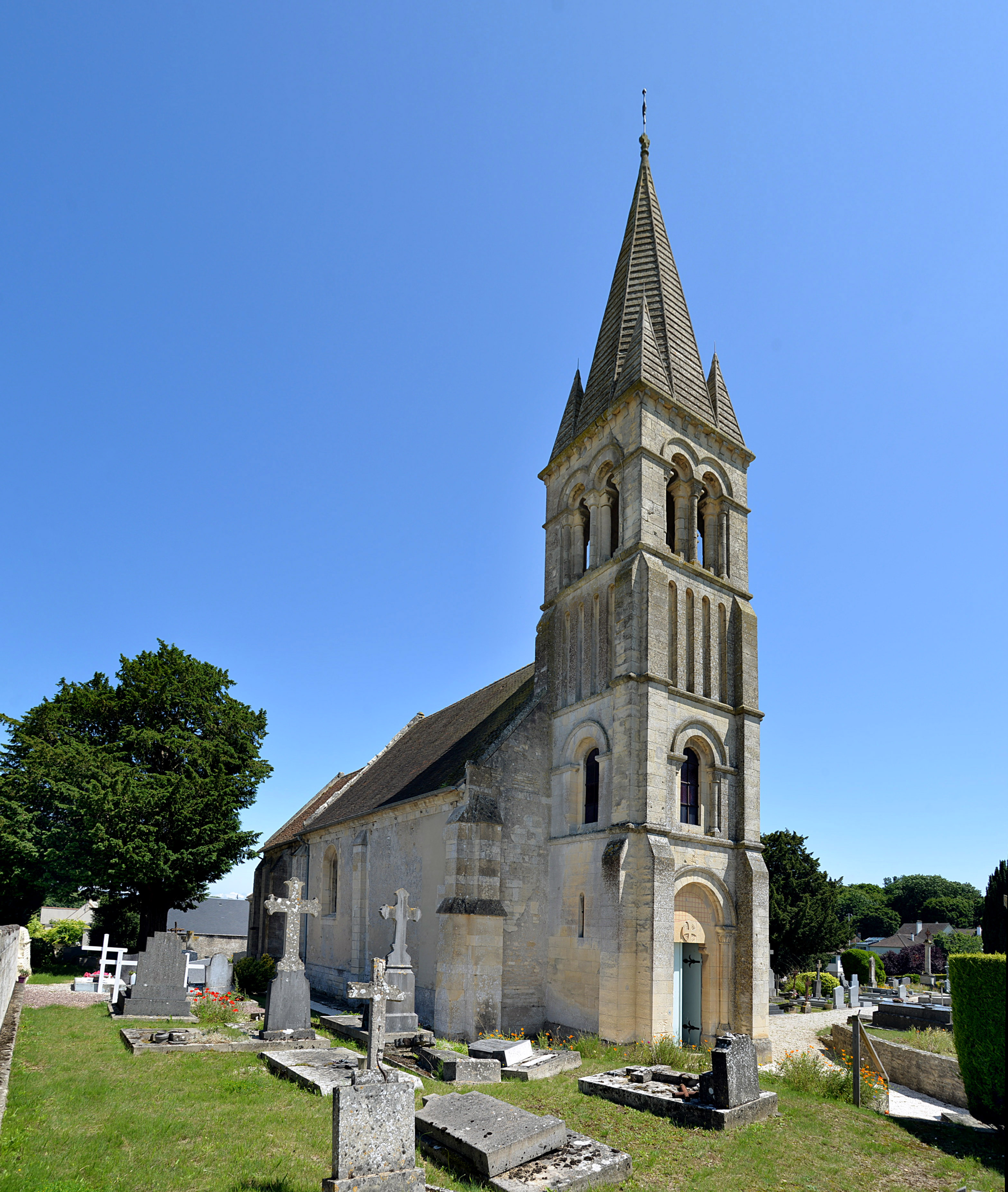
L'église Saint-Pierre de Beuville.
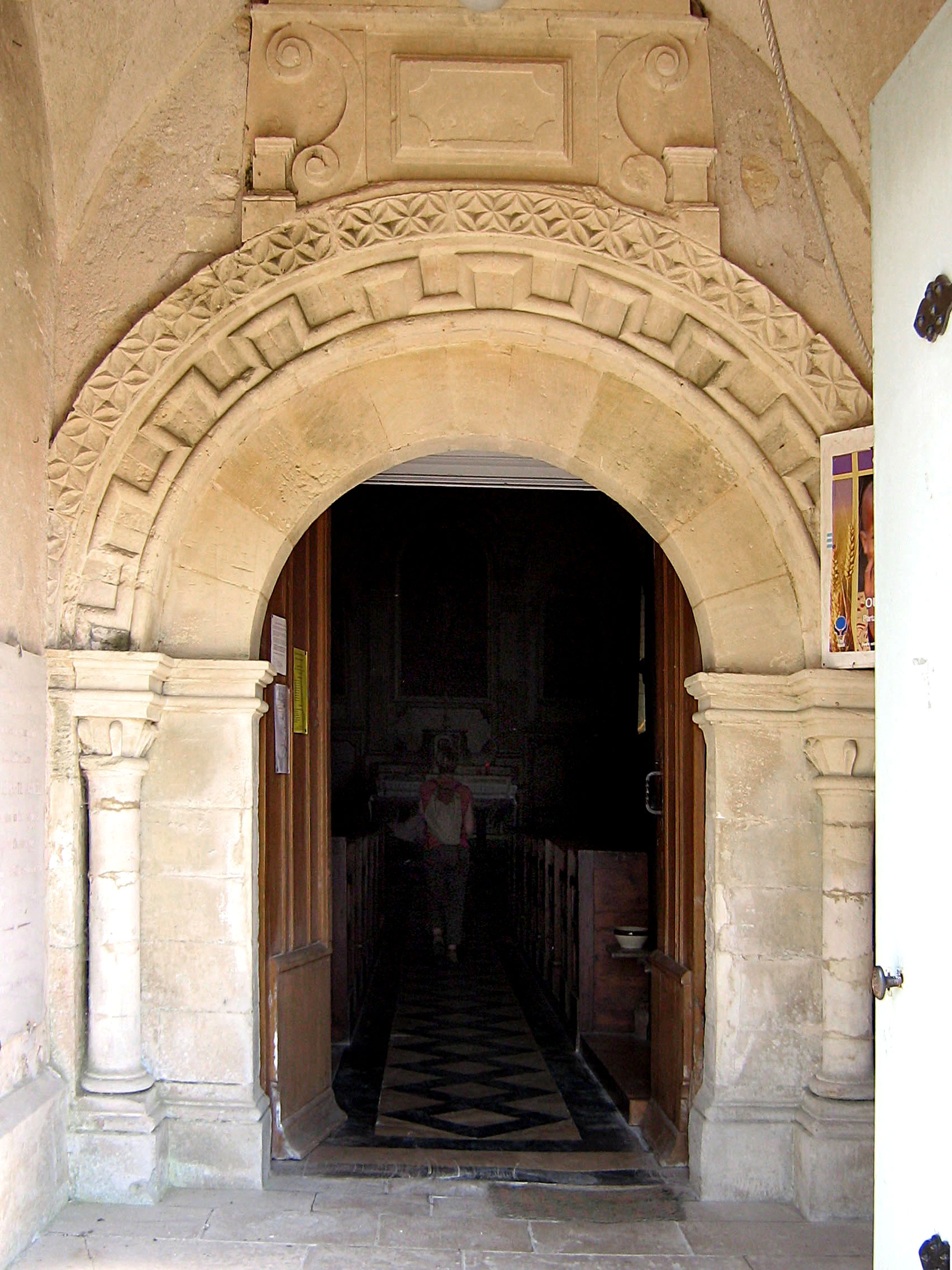
Le portail ouest de l'église Saint-Pierre de Beuville.
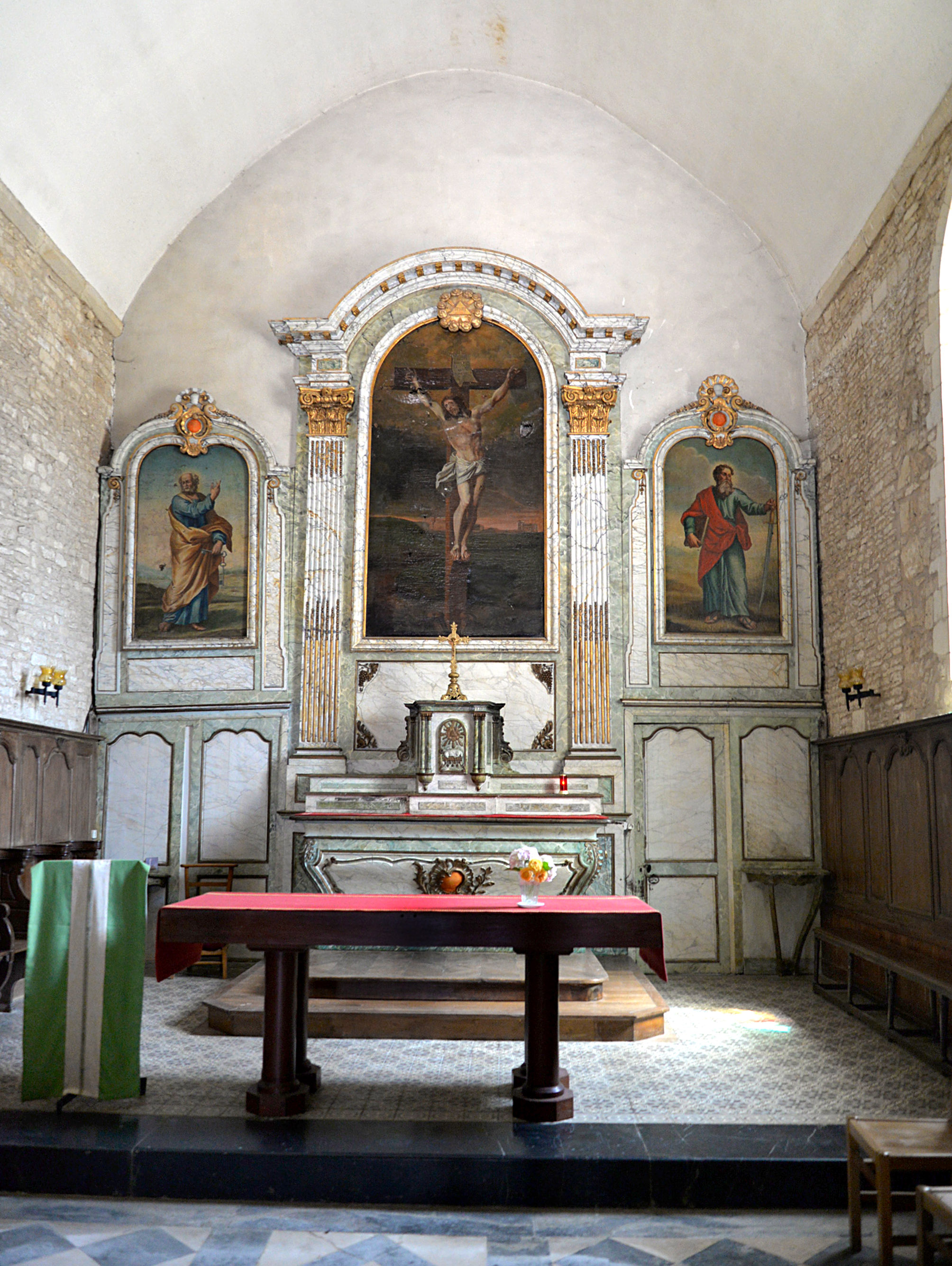
Le retable de l'église Saint-Pierre de Beuville.
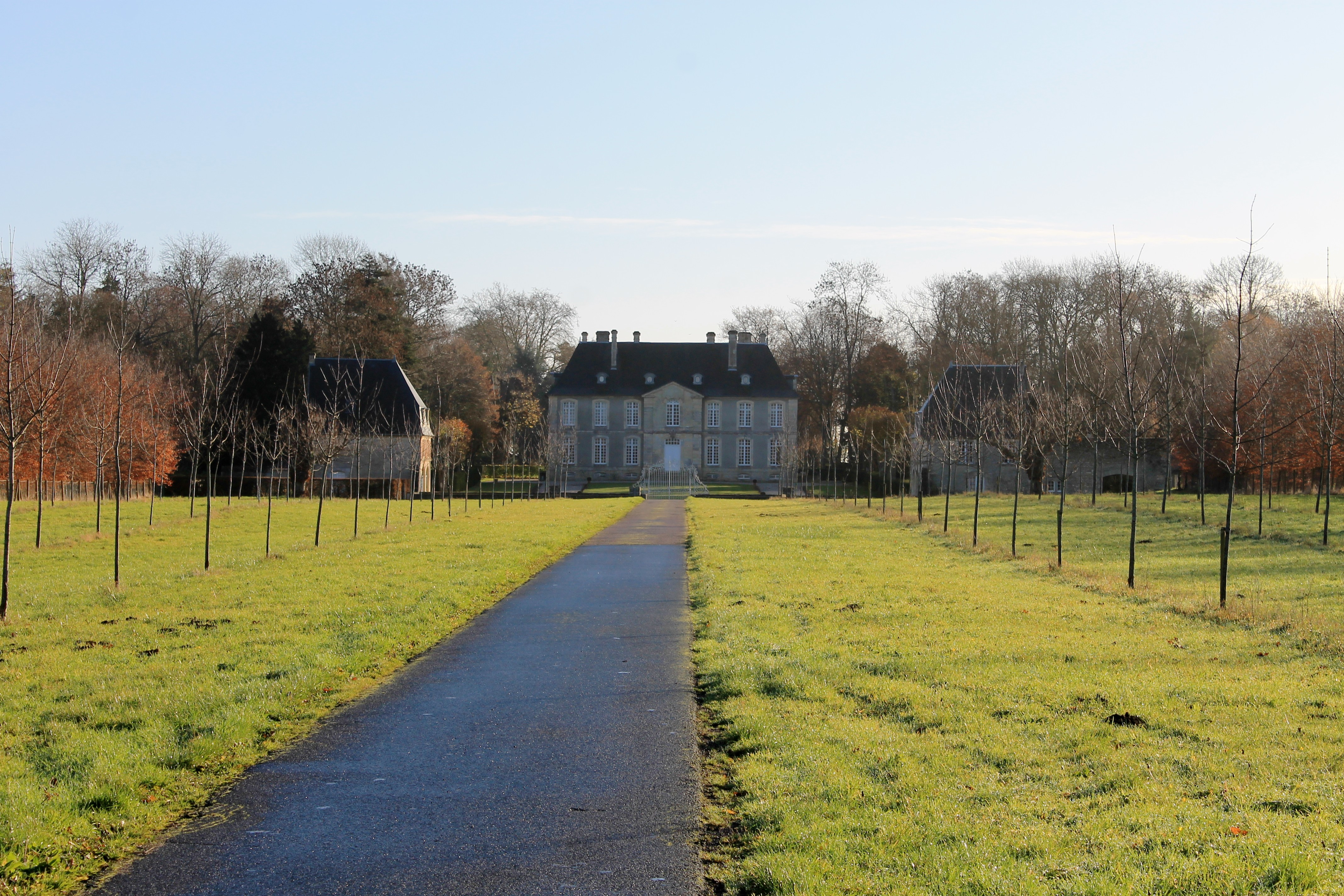
Le château de la Londe.

## Activité et manifestations

### Jumelages
- Lympstone (Royaume-Uni) depuis 1979.
- Margetshöchheim (Allemagne) depuis 1993.

### Sports
L'Amicale sportive Biéville-Beuville fait évoluer deux équipes de football en divisions de district.
Biéville-Beuville est le siège de l'Association sportive du Golf club de Caen qui y dispose d'un terrain 18 trous au sud du territoire, au Vallon.

## Personnalités liées à la commune
- Johannes Hähle, photographe militaire allemand, fut tué le 10 juin 1944 au village de la Bijude
- Yves Hellegouarch (1936-2022), mathématicien français y est mort[42].